# Grote hamerhaai
De grote hamerhaai (Sphyrna mokarran) is een vis uit de familie van hamerhaaien (Sphyrnidae), orde roofhaaien (Carcharhiniformes), die voorkomt in de Grote, Atlantische en Indische Oceaan. Het meest frequent is hij echter in tropische en subtropische delen van de Atlantische oceaan te vinden. Het is de grootste soort van de hamerhaaien.

## Beschrijving
De grote hamerhaai kan een lengte bereiken van maximaal 6 meter. Het lichaam van de vis heeft een langgerekte vorm. Opvallend is de lange sikkelvormige rugvin en de brede vrijwel rechte 'hamer'. De vis heeft twee rugvinnen en één aarsvin.

## Leefwijze
De grote hamerhaai is een overwegend solitaire en krachtig zwemmende roofvis, en begeeft zich zowel in ondieper water langs de kust, als op grotere dieptes ver in de oceanen.  
De grote hamerhaai eet voornamelijk roggen en kleine beenvissen. Soms valt hij echter ook andere haaien aan en eet hij die op. De brede kop heeft onder andere als functie stekelroggen, zijn favoriete prooi, vast te drukken op de zandbodem. De ver uit elkaar geplaatste ogen en reukorganen en de ampullen van Lorenzini (elektroreceptoren) verspreid op de kop helpen de haai bij het opsporen van zijn prooidieren, welke vaak onder het zand verborgen liggen.

## Relatie tot de mens
De grote hamerhaai is voor de visserij van aanzienlijk commercieel belang.

## Bedreigde diersoort
Populaties van haaien staan wereldwijd onder grote druk door toegenomen bejaging. Met name de categorie grote roofhaaien waartoe deze hamerhaai behoort, vertoont volgens recente studies een grote achteruitgang. Dit is onder meer aangetoond door Amerikaans/Canadese onderzoekers voor een gebied in het noordwesten van de Atlantische Oceaan, waar zich de grote trekroutes van haaien bevinden. De achteruitgang blijkt vooral voor hamerhaaien dramatisch. Dit heeft mogelijk grote gevolgen  voor verschuivingen in het ecosysteem.